# یکابز کازاکس
یکابز کازاکس (Jēkabs Kazaks)، (زاده ۱۸ فوریه ۱۸۹۵ در ریگا – درگذشته ۳۰ نوامبر ۱۹۲۰ در ریگا) نقاش مدرنیست اهل لتونی بود.

## زندگی‌نامه
کازاکس با جثه ای نسبتاً نحیف به دنیا آمد و اجباراً برای پایان تحصیلات دبیرستان خود با مشکل روبرو شد.و بین سال‌های ۱۹۱۳ و ۱۹۱۵ در مدرسه هنر ریگا (زیر نظر ویلهلمز پورویتیس و رابرتز تیلبرگز) و مدرسه هنر پنزا در طول جنگ جهانی اول (۱۹۱۵–۱۹۱۷) تحصیل کرد. مانند بسیاری از مدرنیست‌های لتونی، آموزش رسمی هنری و انتخاب قانع کننده‌ترین موضوعات او ناشی از تجربه اش به عنوان پناهنده در طول جنگ جهانی اول است. سبک کازاک حاوی عناصر امپرسیونیسم، استادان قدیمی اروپای غربی، نقاشان مدرن فرانسوی و مدرنیسم لتونی اوایل قرن بیستم بود. او همچنین عمیقاً از مجموعه نقاشی‌های هموطنش جازپس گروسوالدز الهام گرفت و حساسیت نقاشی خود را به این مضامین رساند.
او از تأثیرات و علایق خود برای ایجاد یک سبک شخصی استفاده کرد که با بیان، سادگی، ترکیب و تحریف فرم‌ها مشخص می‌شود. او در تشکیل گروه اکسپرسیونیست‌ها در سال ۱۹۱۹ و سپس گروه هنرمندان ریگا به عنوان نظریه‌پرداز و اولین رئیس آن شرکت داشت.
چندین اثر اصلی او زندگی روزمره پناهندگان را به تصویر می‌کشد، او همچنین پرتره و خودنگاره کشید. رسانه او الگوی رنگی مشروط در رنگ روغن و آب بود که او با تکنیک‌های مختلف گرافیکی (جوهر هندی، طراحی، لینوکات، حکاکی روی چوب) آن را تقویت کرد. بیش از ۴۰ نقاشی رنگ روغن و همچنین حدود ۱۵۰ نقاشی و رنگ آبی او در موزه دولتی هنر لتونی به نمایش گذاشته شده‌است.

## نقاشی‌های منتخب

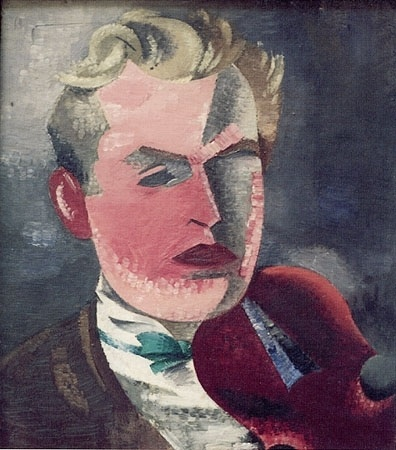
پرتره جولیاس اسپروگا
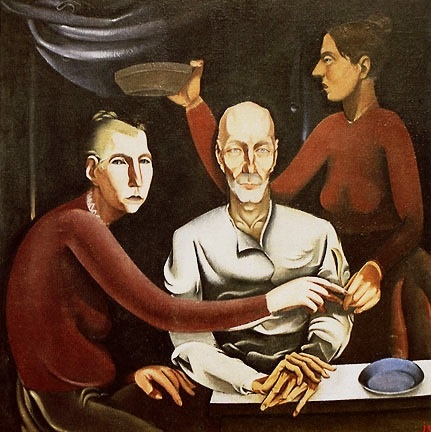
دور میز
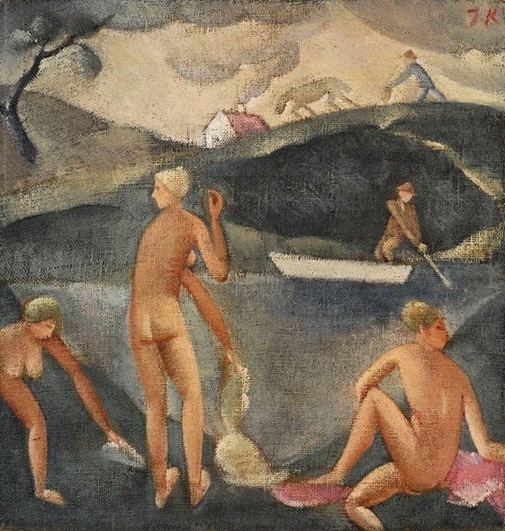
حمام کنندگان
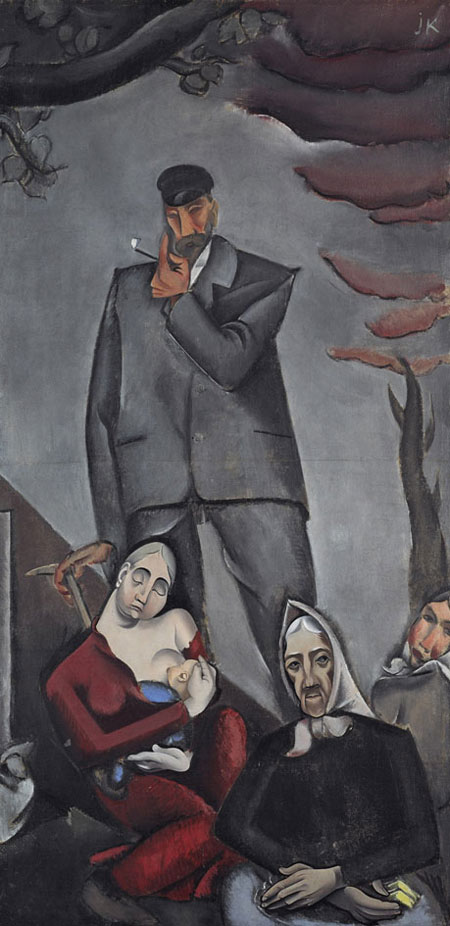
پناهندگان
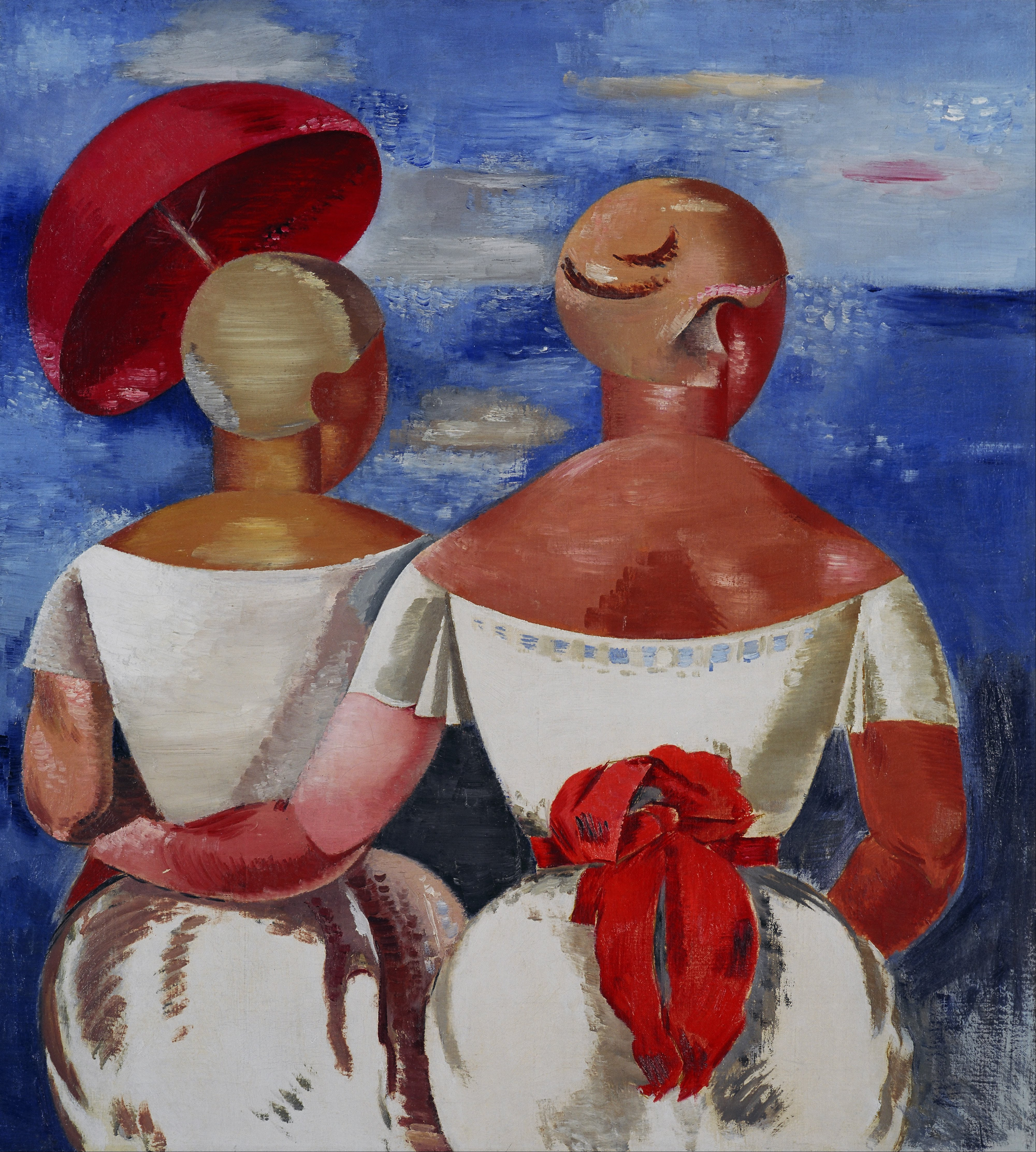
خانم‌ها در کنار دریا (۱۹۲۰)